# میشا ماهوالد
میشل آن ماهاوالد (انگلیسی: Misha Mahowald؛ ۱۲ ژانویه ۱۹۶۳ – ۲۶ دسامبر ۱۹۹۶) یک عصب‌شناس محاسباتی آمریکایی در زمینه نوظهور مهندسی نورومورفیک بود. در سال ۱۹۹۶ او به دلیل توسعه چشم سیلیکون و سایر سیستم‌های محاسباتی به تالار مشاهیر بین‌المللی زنان در فناوری معرفی شد. او در ۳۳ سالگی بر اثر خودکشی درگذشت.

## اوایل زندگی و تحصیل
میشل، معروف به میشا، در مینیاپولیس، مینه سوتا به دنیا آمد او دختر آلفرد و جوآن فیشر ماهاوالد بود و یک خواهر کوچکتر به نام شیلا داشت.
پس از فارغ‌التحصیلی از دبیرستان، او در مؤسسه فناوری کالیفرنیا تحصیل کرد و در سال ۱۹۸۵ در رشته زیست‌شناسی فارغ‌التحصیل شد. او در کلتک به عنوان دانشجوی دکترا در محاسبات و سیستم‌های عصبی زیر نظر پروفسور کارور مید، متخصص یکپارچه‌سازی کلان‌مقیاس پژوهش‌های خود را ادامه داد. برای پایان‌نامه خود، ماهاوالد پروژه خود را با ترکیب رشته‌های زیست‌شناسی، علوم کامپیوتر و مهندسی برق برای تولید شبکیه سیلیکونی ایجاد کرد.

## حرفه
شبکیه سیلیکونی از مدارهای الکترونیکی آنالوگ برای تقلید عملکرد بیولوژیکی سلول‌های استوانه‌ای، مخروطی و سایر سلول٬های غیرفتورسپتور (غیرحساس به نور) در شبکیه چشم استفاده می‌کرد. این اختراع نه تنها بسیار نوآورانه و بالقوه مفید به عنوان دستگاهی برای بازگرداندن بینایی به نابینایان بود، بلکه یکی از برجستهترین دستاوردهای مهندسی الکترونیک و بیولوژیک در آن دوران محسوب می‌شد.
این نمونه خارقالعاده از مهندسی برای ماهووالد شهرتی شایسته به عنوان یکی از مشهورترین مهندسان زن عصر خود به ارمغان آورد. کار او به عنوان «بهترین تلاش تا به امروز» برای توسعه یک سیستم بینایی استریوسکوپی (سهبعدی) در نظر گرفته شده است.
ماهووالد در سال ۱۹۹۲ موفق به دریافت دکترای علوم اعصاب محاسباتی شد. اختراع او شامل شبکیه سیلیکونی و نورون سیلیکونی بود که منجر به انتشار مقالاتی در مجلات معتبر علمی مانند ساینتیفیک امریکن و نیچر، ثبت چهار اختراع و دریافت جایزه کلازر برای رساله دکتری او شد. نسخه بازبینی شده رساله دکتری او بعداً به صورت کتاب منتشر گردید و در چند نسخه به چاپ رسید.
سپس ماهووالد به مدت یک سال به دانشگاه آکسفورد نقل مکان کرد تا دوره فوق دکترای خود را تحت نظر عصب‌شناسان برجسته، کیوان مارتین و رادنی داگلاس بگذراند. پس از اتمام این پروژه، او به زوریخ رفت تا در تأسیس مؤسسه نوروانفورماتیک در دانشگاه زوریخ و دانشگاه فناوری زوریخ (ETH) مشارکت کند.
این مؤسسه تحقیقاتی با مأموریت کشف اصول کلیدی عملکرد مغز و پیاده‌سازی این اصول در سیستم‌های مصنوعی که به‌صورت هوشمندانه با دنیای واقعی تعامل دارند، تأسیس شد.
در سال ۱۹۹۶، او به عضویت تالار مشاهیر زنان در فناوری بین‌المللی (WITI) درآمد.
ماهوالد در پایان سال ۱۹۹۶ در زوریخ درگذشت و در سن ۳۳ سالگی جان خود را از دست داد.
جنبه‌هایی از زندگی کاری و شخصی او در کتابی دربارهٔ ایجاد شرکت حسگر بینایی فاون شرح داده شده است.

## دستاوردها
وجایزه میشا ماهووالد برای مهندسی نورومورفیک برای قدردانی از دستاوردهای برجسته در زمینه مهندسی نورومورفیک ایجاد و اولین بار در سال ۲۰۱۶ اهدا شد.

## انتشارات
آر. هانلوزر، آر. سارپشکار، ام. ماهووالد، آر.جی. داگلاس و اس. سونگ:
«انتخاب دیجیتال و تقویت آنالوگ به‌طور همزمان در یک مدار الکترونیکی الهام‌گرفته از نئوکورتکس وجود دارند»
مجله نیچر، شماره ۴۰۵، صفحات ۹۴۷–۹۵۱، سال ۲۰۰۰